# Hormizd I.
Hormizd-Ardašir, bolj znan po njegovem dinastičnem imenu Hormizd I., Hormozd I. ali Ormazd I. (srednjeperzijsko  𐭠𐭥𐭧𐭥𐭬𐭦𐭣‎, novoperzijsko هرمز یکم), je bil tretji  sasanidski kralj kraljev Irana, ki je vladal od maja 270 do junija 271, * ni znano, † junij 271.
Bil je tretji sin Šapurja I. (vladal 240−270), pod katerim je bil guverner-kralj Armenije in udeleženec očetovih vojn proti Rimskemu cesarstvu. Med njegovim kratkim vladanjem se v Iranu ni zgodilo nič pomembnega. Zgradil je mesto Ormazd-Ardašir, sedanji Ahvaz.
Zaratustrskega svečenika Kartirja je povišal na položaj glavnega svečenika (mowbed) in dovolil preroku Maniju, da nadaljuje s svojim pridiganjem.
Pod Hormizdom I. se je na sasanidakih kovancih ustalil naslov »Kralj kraljev Irana in Neirana«. Na prejšnjih kovancih je bil običajno naslov  »Kralj kraljev Irana«. Hormizda I. je nasledil najstarejši brat Bahram I.

## Ime
Ime Hormizd, ki se izgovarja tudi Ormazd ali Hormozd, je srednjeperzijska različica imena najvišjega zaratustrskega božanstva, v Avesti imenovanega Ahura Mazda. Staroperzijska različica imena se glasi Auramazdā, grška pa Hormisdas. Njegovo osebno ime je bilo Hormizd-Ardašir. Drugi del imena je srednjeperzijska oblika staroperzijskega izraza Ṛtaxšira, ki se izgovarja tudi Artaxšaçā, in pomeni »katerega vladavina je skozi resnica (asha)«.

## Ozadje
Hormizd je bil tretji sin Šapurja I. (vladal 240–270). Izročilo pravi, da je bila Hormizdova mati hčerka partskega dinasta Mihraka. Njegova starejša brata sta bila Bahram in Šapur Mešanšah, mlajši pa Narseh. Imel je tudi sestri Adur-Anahid in Šapurduhtak. Njegov stari oče je bil Ardašir I., ustanovitelj Sasanidskega cesarstva. Sasanidi so kot suvereni Irana leta 224 izpodrinili Arsakide,  potem ko je Ardašir I. v bitki pri Hormozdganu premagal in ubil zadnjega arsakidskega kralja Artabana IV.

## Vzpon na prestol
Hormizd je prvič omenjen med vojnami Šapurja I. proti Rimskemu cesarstvu. Po Šapurjevi osvojitvi Armenije je bil Hormizd imenovan za armenskega kralja. Veliko sodobnih zgodovinarjev je prepričanih, da je Hormizd sodeloval tudi na Šapurjevem drugem pohodu od leta 253 do 256, na katerem je osvojil rimske province Sirija, Kilikija in Kapadokija. Njihovo mnenje podpirajo poročila o kapadoških osvajanjih. Zdi se, da Kapadokija ni bila edino bojišče, na katerem se je Hormizd boril. Po pisanju Scriptores Historiae Augustae je rimski upornik Kiriad pomagal Šapurju I. in nekemu Odomastu pri osvajanju  Antiohije. Ime Odomast je napačen zapis imena Hormizd, kar bi lahko pomenilo, da je Hormizd po plenjenju Kapadokije sodeloval v obleganju Antiohije leta 253.
Hormizd je omenjen v napisu na zidu Zaratustrove kaabe v Nakš-e Rostamu pri Perzepolisu v južnem Iranu. Kaabo je postavil Šapur I., da bi poveličevala njegove sinove, katerih imena in naslove je omenil v napisu. V napisu ima Hormizd naslov Wuzurg Šāh Arminān (Veliki kralj Armencev). V 4. stoletju je armenski zgodovinar Agatangel omenil, da se je ta naslov podeljeval samo šahovim dedičem.
Šapur I. je na smrtni postelji za svojega naslednika na iranskem prestolu maja 270 imenoval sina Hormizda.

## Vladanje
O Hormizdovem vladanju je malo znanega. Po poročilih naj bi svečeniku Kartirju dal oblačila, kakršna je nosil zgornji sloj prebivalstva, pokrivalo in pas (kulāf ud kamarband) in ga imenoval za glavnega zaratustrskega svečenika (mobed). Hormizd je, tako kot njegov oče, dovolil manihejskemu preroku Maniju, da nadaljuje z oznanjevanjem svoje vere. Vzrok, zakaj je podpiral Kartirja in Manija, ki sta zastopala različni veri, ni znan. Iranolog Touraj Daryaee domneva, da je šlo verjetno za  poskus nadzora obeh religij, ki sta si obe želeli postati glavni v cesarstvu. Po mnenju norveškega iranologa Prods Oktorja Skjaerva je bil Hormizd, tako kot njegova predhodnika, »mlačen zaratustrijanec«. Hormizd se v manihejskih srednjeiranskih virih običajno naslavlja z nēw ali yaxī/yaxē. Oba naslova pomenita »pogumen«, kar morda kaže na njegove dosežke v vojskovanju.
Zdi se, da  sta bili med njegovim vladanjem praznovanji novega leta (Nauruz) v mesecu farvardinu po starem in novem zaratustrskem koledarju združeni, da je praznovanje trajalo šest dni.
V primarnih virih je Hormizd omenjen kot ustanovitelj mesta Ohrmazd-Ardašir (sedanji Ahvaz), vendar se kot ustanovitelj omenja tudi Ardašir I. Zgodovinarji menijo, da je bil ustanovitelj Hormizd.
Hormizda ni nasledil njegov sin Hormozdak, ampak brat Bahram, ki je vladal kot Bahram I. Na prestol je prišel s pomočjo svečenika Kartirja.

## Denar
Ardašir I. in Šapur I. sta se na svojih kovancih praviloma naslavljala s »Kralj kraljev Irana/Irancev«. Hormizd je naslov razširil na »Kralj kraljev Irana in Neirana/Neirancev«. Njegov celoten vladarski naslov se je glasil »Častilec Mazde, božanski Hormizd, kralj kraljev Irana (Irancev) in Neirana (Neirancev), katerega podoba/sijaj je od bogov« (srednjeperzijsko Mazdēsn bay Ōhrmazd šāhān šāh Ērān ud Anērān kēčihr az yazdān). Fraza »in Neirana/Neirancev« je bila v rabi že v napisih Šapurja I., v redkih primerih tudi na njegovih kovancih. Uzakonjena je bila pod Hormizdom I. Razširjeni naslov je kazal, da se je Sasanidsko cesarstvo razširilo na nova ozemlja, kaj natančno je spadalo v izraz »Neiran/Neiranci« (aneran) pa ni bilo precizirano.
Na hrbtni strani Hormizdovih kovancev sta upodobljena dva spremljevalca, dodatek, ki ga je prvi uvedel Šapur I. Na Šapurjevih kovancih oba spremljevalca nosita krono corona muralis in sta obrnjena stran od ognjenega templja, ki stoji med njima. Oba najverjetneje predstavljata šaha. Na Hormizdovih kovancih imata spremljevalca različni kroni in gledata proti ognjenemu templju. Spremljevalec na levi predstavlja Hormizda, desni pa iransko božanstvo Mitro ali Anahito.